# Guillaume Diop
Pour les articles homonymes, voir Diop.
Guillaume Diop, né le 6 mars 2000 à Paris, est un danseur français du ballet de l'Opéra national de Paris. Il est depuis 2023 danseur étoile.
Le 11 mars 2023, il est nommé danseur étoile de l'Opéra national de Paris, faisant de lui le premier danseur noir de la compagnie à atteindre ce titre.

## Biographie

### Enfance et formation
Guillaume Diop naît en 2000 dans le 18e arrondissement de Paris, de Françoise et Talib Diop, mère auvergnate et père sénégalais, et grandit à proximité de la porte de Montmartre. Il rejoint un cours d’éveil à la danse contemporaine à l'âge de 4 ans, et le conservatoire de danse classique à huit ans, puis le conservatoire à rayonnement régional de Paris à 10 ans. Son professeur d'alors lui conseille de se présenter à l'audition pour rentrer à l'école de danse de l'Opéra national de Paris, qu'il intègre en 2012.
Il y fait son entrée en 2012 et remarque le manque de danseurs de couleur dans la danse classique — « dans la classe, j’étais le garçon métis entouré de petites filles blanches » —, tout en subissant la remarque de son père qui dit que la danse classique est un « sport de blanc ». À l'âge de 16 ans, ne voyant « personne qui lui ressemblait pour se projeter », il décide d'effectuer un stage au Alvin Ailey American Dance Theater, à New-York, « composée de danseurs de couleur ». C'est alors que sa vocation pour la danse classique prend forme, et il décide de poursuivre sa carrière en France malgré une proposition de contrat de la compagnie américaine.
En 2018, il entre finalement dans le corps de ballet de l'Opéra national de Paris à l'âge de 18 ans après avoir effectué sa première division à l'école de danse de l'Opéra,.

### Dans le corps de ballet de l'Opéra de Paris
En 2020, avec d'autres membres se présentant comme « racisés » de l'Opéra de Paris, il rédige le manifeste « De la question raciale à l’Opéra national de Paris », qui est signé par plus de 400 salariés de l'institution,,,.
En juin 2021, alors qu'il n'est pas encore officiellement soliste, il se voit confier le rôle principal de Roméo dans Roméo et Juliette aux côtés de la danseuse étoile Léonore Baulac. Il est promu coryphée en novembre 2021, puis sujet en novembre 2022, en dansant à chaque fois des variations du Lac des Cygnes au concours de promotion. Ces promotions s'accompagnent de plusieurs prises de rôles principaux de grands ballets classiques : Basilio dans Don Quichotte aux côtés de Léonore Baulac puis Solor dans La Bayadère et Siegfried dans Le Lac des Cygnes aux côtés de Dorothée Gilbert. Lors du gala en hommage au danseur étoile Patrick Dupond le 21 février 2023, il interprète le rôle de soliste homme dans le ballet Études (en)[réf. nécessaire].
Le 11 mars 2023, Guillaume Diop est nommé danseur étoile de l’Opéra de Paris par José Martínez sur délégation d’Alexander Neef, à l’issue de la représentation de Giselle de Jean Coralli et Jules Perrot au LG Arts Center de Séoul,. Il devient ainsi le premier danseur étoile afrodescendant de l'Opéra de Paris,,. Il est considéré alors comme un « symbole de la diversité au coeur de l'institution parisienne ». Comme Manuel Legris, Laurent Hilaire et Mathieu Ganio avant lui, Diop a été nommé danseur étoile sans même passer par le grade de premier danseur. En 2023, il partage avec Dorothée Gilbert l'affiche du ballet Casse-Noisette, de Rudolf Noureev, à l’Opéra Bastille.
Il participe à la cérémonie d'ouverture des Jeux olympiques d'été 2024.

## Prix
- 2021 : prix de l'Arop[17]
- 2021 : prix de danse du cercle Carpeau[18],[19].

## Distinctions
- Chevalier de l'ordre des Arts et des Lettres (2025)